# Raúl Páez
Raúl Alberto Páez, né le 26 mai 1937 à Córdoba en Argentine, est un joueur de football international argentin, qui évoluait au poste de défenseur.

## Biographie

### Carrière en club
Avec le club de San Lorenzo, il remporte un titre de champion d'Argentine.

### Carrière en sélection
Avec l'équipe d'Argentine, il joue trois matchs (pour aucun but inscrit) en 1962. 
Il figure dans le groupe des sélectionnés lors de la Coupe du monde de 1962. Lors du mondial organisé au Chili, il joue deux matchs : contre la Bulgarie puis contre l'Angleterre.

## Palmarès
San Lorenzo
- Championnat d'Argentine (1) :
  - Champion : 1959.